# Nebelhorn
Nebelhorn er et bjerg ved Oberstdorf i Bayern i Tyskland. Det ligger kun få kilometer fra grænsen til Østrig og har en højde på 2.224 meter over havet. Bjerget hører til bjergkæden Allgäuer Alperne som ligger i de Nordlige kalkalper. Der går en kabelbane op til toppen af bjerget.